# Buford (Wyoming)
Buford je osada v Albany County ve státě Wyoming. Leží na silnici Interstate 80 mezi městy Laramie and Cheyenne. Svůj název osada dostala podle Johna Buforda. K roku 2012 zde žil pouze jeden obyvatel.